# La gatta giapponese
La gatta giapponese (Chijin no ai) è un film del 1967 diretto da Yasuzō Masumura, tratto dal romanzo L'amore di uno sciocco di Jun'ichirō Tanizaki.

## Trama
Un irreprensibile professionista viene irretito da una giovane "occidentalizzata".

## Accoglienza
Il film è stato accolto tiepidamente dalla critica internazionale e Lino Miccichè ha lamentato l'inferiorità del film rispetto al romanzo da cui è tratto, pur riconoscendogli il merito di aver fatto conoscere il nome di Tanizaki al grande pubblico.